# بني الاشقري (ريمة)

تعديل مصدري - تعديل

قرية بني الاشقري هي إحدى قرى عزلة المغارم الواقعة ضمن مديرية كسمة التابعة لمحافظة ريمة، بلغ تعداد سكانها (986) نسمة حسب تعداد اليمن لعام 2004.

## المحلات التابعة للقرية
- بيت المحطة
- المثير
- العتم
- عقرمون
- التبريت
- شعوفه
- اللومة
- اللكمة
- الضرظمي
- بيت حماطه
- البطحة
- الدبر
- البراقه

## روابط خارجية
- الدليل الشامــل